# Schlechterella
Schlechterella är ett släkte av oleanderväxter. Schlechterella ingår i familjen oleanderväxter.
Kladogram enligt Catalogue of Life:
| Schlechterella | \| \| Schlechterella abyssinica \| \| \| \| \| \| Schlechterella africana \| \| \| \| |
|                | \| \| Schlechterella abyssinica \| \| \| \| \| \| Schlechterella africana \| \| \| \| |
|                | Schlechterella abyssinica                                                             |
|                |                                                                                       |
|                | Schlechterella africana                                                               |
|                |                                                                                       |